# John Rocha
John Rocha (Hong Kong, 23 agosto 1953) è uno stilista irlandese di origini cino-portoghesi.

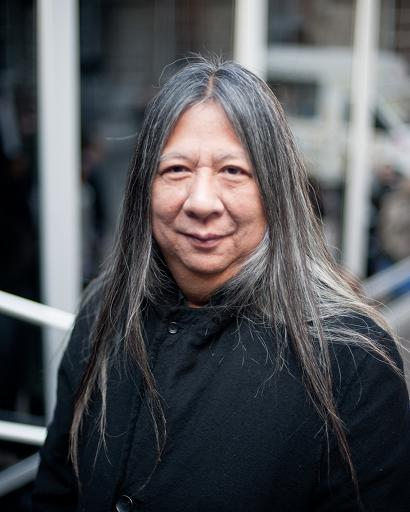
John Rocha nel 2010

È il padre della stilista Simone Rocha. Per il suo contributo all'industria di moda britannica è stato eletto Commendatore dell'Ordine dell'Impero Britannico.

## Biografia
John Rocha nasce e cresce a Hong Kong, in un piccolo appartamento abitato da dieci persone (sei fratelli, i genitori e la nonna materna). Il padre è un contabile originario di Macao (l'ultima colonia portoghese in Cina). Negli anni settanta si trasferisce a Londra per studiare infermieristica. Poco dopo decide di cambiare radicalmente facoltà, quindi si iscrive alla Croydon School of Art di Londra dove si laurea in fashion design nel 1977. 

### Carriera
Nel 1978 propone a Londra la sua prima collezione donna. In questi anni gli affari non decollano e rischia la bancarotta. Da sempre attratto dai simboli celtici e dalle fantasie quadrettate tipiche irlandesi, nel 1979 si trasferisce a Dublino.
Nel 1985 John Rocha apre la sua prima boutique a Dublino. L'attività ha inizialmente un buon riscontro ma dopo qualche anno è costretto a chiudere. Alla fine degli anni ottanta si trasferisce a Milano dove guadagna del denaro come freelancer. Al suo ritorno a Dublino lavora per la collezione di Brown Thomas e nel 1993, all'età di 40 anni, lancia la sua prima linea maschile di successo, vincendo il premio come miglior designer dell’anno ai British Fashion Awards. Due anni più tardi inaugura uno showroom a Dublino e uno a Parigi. Seguono le licenze per la linea jeans del 1996 John Rocha Jeans, i costumi per il cinema, e le linee relative ai complementi d’arredo (ha curato gli interni per la catena di negozi Debenhams, per il Morrison Hotel di Dublino e per la torre Orion di Birmingham). Nel 2006 apre una boutique a Londra, in Dover Street. A partire dal 2011 le sue collezioni di moda vengono rappresentate alla settimana della moda di Londra. Nel 2014 annuncia il suo ritiro dalle passerelle. A sostituirlo è la figlia, Simone Rocha.

## Vita privata
Rocha abita a Dublino con la moglie Odette, dalla quale ha avuto una figlia, la stilista Simone Rocha. Nel 1983 si è separato dalla sua precedente moglie, Eily Doolin, conosciuta durante i suoi studi a Londra. Possiede una seconda casa a Saint-Jean-Cap-Ferrat, nel sud della Francia.